# Rio Arconce
O rio Arconce é um rio da França, afluente do rio Loire pela margem direita. Atravessa a parte sudoeste do departamento de Saône-et-Loire, na Borgonha, mais precisamente as zona de Charolais e Brionnais.
O seu percurso passa pelas seguintes comunas: Mary, Gourdon, Le Rousset, Marizy, Ballore, Mornay, Martigny-le-Comte, Viry, Charolles, Changy, Lugny-lès-Charolles, Saint-Julien-de-Civry, Nochize, Poisson, Varenne-l'Arconce, Saint-Didier-en-Brionnais, Sarry, Anzy-le-Duc, Montceaux-l'Étoile, Versaugues, L'Hôpital-le-Mercier, Saint-Yan e Varenne-Saint-Germain.